# Lenna Kuurmaa
Lenna Kuurmaa (ur. 26 września 1985 w Tallinnie) – estońska wokalistka, aktorka i instrumentalistka, znana z występów w grupie muzycznej Vanilla Ninja, w której jako główna wokalistka i gitarzystka była aktywna w latach 2002–2008. W 2010 roku założyła własny zespół pod nazwą „Lenna” który odniósł ogromny sukces w rodzinnej Estonii.
Związana była z gitarzystą estońskiego zespołu Robertem Vaigla, mają dwie córki Ami (ur. 2.03.2013 r) i Matilde (ur. 30.03.2015 r), w 2017r para ogłosiła rozstanie.
Lenna próbowała swoich sił w estońskich prelekcjach do Konkursu Piosenki Eurowizji (Eesti Laul):
- w 2010(inne języki) r. z piosenką „Rapunzel” – drugie miejsce w finale[3][4]
- w 2012(inne języki) r. z piosenką „Mina jään” – drugie miejsce w finale[5],
- w 2014 r. z piosenką „Supernoova” – czwarte miejsce w finale[6],
- w 2017 r. z piosenką „Slingshot” – ósme miejsce w finale[7].

Brała udział w wielu programach telewizyjnych, m.in.:
- Laulukarussell
- Fizz Superstar 2002
- Tahed Muusikas 2005, 2006, 2008
- Eesti Otsib Superstaari 2007 (jako juror)
- Laulud Tähtedega 2010 (odpowiednik polskiego show „Tylko we dwoje”, wraz z Arturem Talvikiem zajęła 1 miejsce)
- Me armastame Eestit 2013 (estoński odpowiednik polskiego „Kocham Cię Polsko”)
- Laula lu laulu 2014
- Su nägu kõlab tuttavalt 2016 (odpowiednik polskiego show „Twoja twarz brzmi znajomo”)

W 2005 roku razem z zespołem Vanilla Ninja zajęła ósme miejsce w finale Konkursu Piosenki Eurowizji z utworem „Cool Vibes”, którym reprezentowały Szwajcarię.

## Dyskografia
- 2010 – „Lenna”[9]
- 2013 – „Teine”[10]
- 2014 – „Moonland”[11] (Lenna Kuurmaa & Moonland)

## Filmografia
- 2003–2008 Dom w środku miasta (Kodu Keset Linna) jako Angela (od 2007)
- 2007 Dokąd idą Dusze (Kuhu pogenevad hinged) jako Maya
- 2010 Kelgukoerad